# Chicken (film, 1996)
Pour les articles homonymes, voir Chicken.
Pour plus de détails, voir Fiche technique et Distribution.
Chicken est un film néo-zélandais réalisé par Grant Lahood en 1996.

## Fiche technique
- Titre : Chicken
- Réalisation : Grant Lahood
- Scénario : Grant Lahood
- Musique : Michelle Scullion
- Photographie : Allen Guilford
- Montage : John Gilbert
- Production : Hanno Huth (producteur délégué)
- Société de production : Keirfilm et Senator Film Produktion
- Pays :  Nouvelle-Zélande
- Genre : Comédie
- Durée : 90 minutes
- Dates de sortie : 
  -  Nouvelle-Zélande : 1996

## Distribution
- Bryan Marshall : Dwight Serrento
- Martyn Sanderson : Bryce Tilfer
- Ellie Smith : Colette Milham
- Cliff Curtis : Zeke
- Jed Brophy : Will Tilfer
- Claire Waldron : Vicky Serrento
- Joan Dawe : Betty Junket
- Sean Feehan : Otis Milham
- Adele Chapman : Iris Zenda
- Desmond Kelly : Frank Tilfer
- Lucy Schmidt : Jenny
- Marton Csokas : Dwight jeune
- Julia Truscott : Iris jeune
- Lewis Martin : Sonny